# Dirk van der Wel

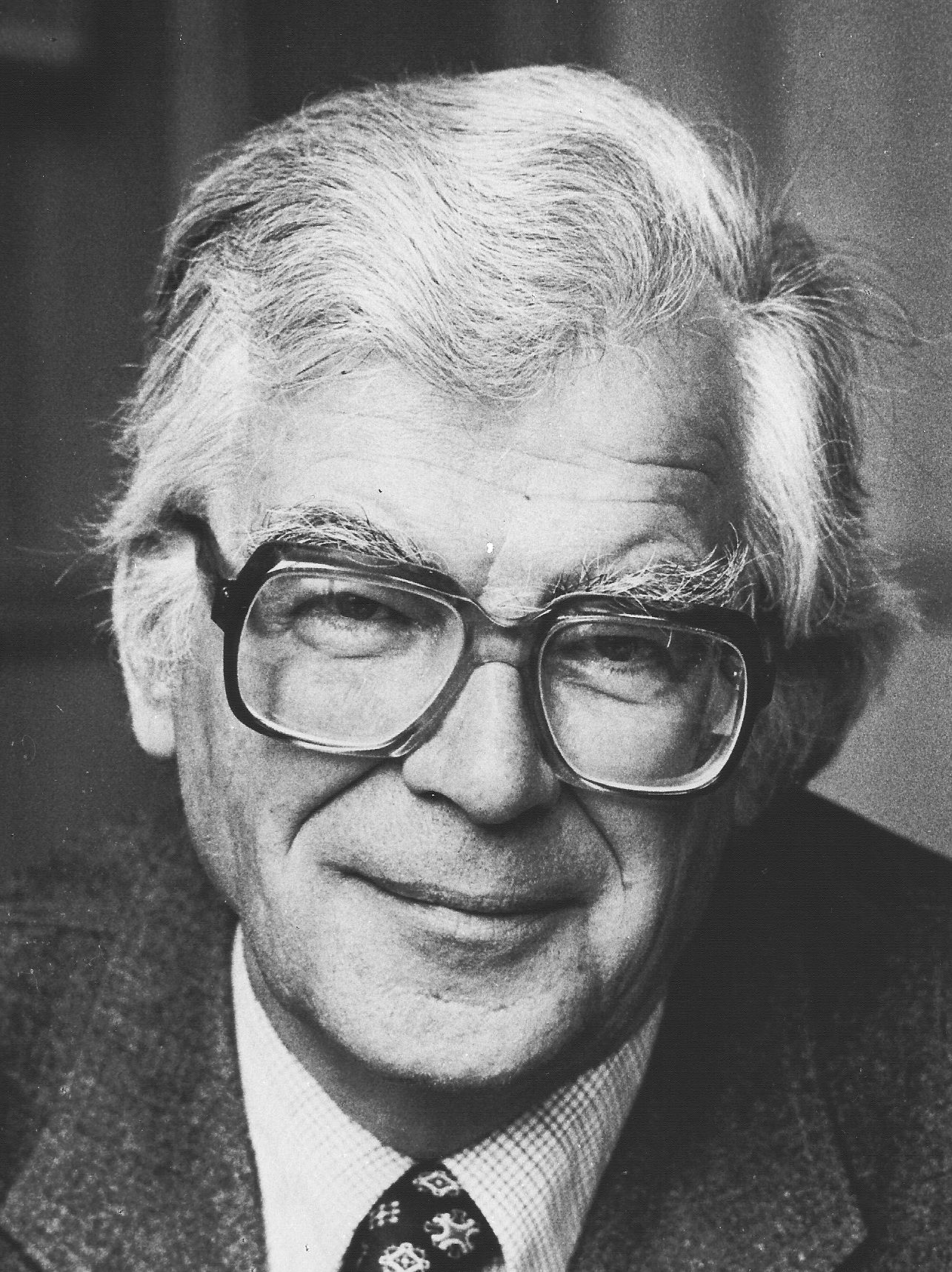
Dirk van der Wel

Dirk van der Wel (Rotterdam, 7 juli 1917 – Middelburg, 23 april 1998) was een Nederlandse jurist en griffier der Staten van Zeeland. Naast zijn werk als hoogste provinciale ambtenaar was hij actief in tal van maatschappelijke organisaties.

## Achtergrond
Van der Wel werd geboren als enige zoon van Pieter van der Wel, hoofdonderwijzer op de lagere school te Charlois, en Clara Maria Soudijn.
Na het behalen van het diploma HBS-B in 1934 en het getuigschrift voor toelating op een rechtenfaculteit, studeerde Van der Wel rechten aan de Rijksuniversiteit Leiden. Hij behaalde daar zijn doctoraalexamen rechten in 1940. Vervolgens werkte hij bij de gemeente Sassenheim waar hij zijn toekomstige vrouw, Jacoba Jacomina Beije, ontmoette. Ze trouwden in 1947. In 1949 kreeg Van der Wel een aanstelling bij de provinciale griffie van Noord-Holland. Tijdens deze baan promoveerde hij, in 1950, aan de Leidse universiteit bij professor J.V. Rijpperda Wierdsma op zijn proefschrift Administratiefrechtelijke nulliteiten.

## Loopbaan
In 1940 begon Van der Wel zijn ambtelijke carrière bij de gemeente Sassenheim. Aanvankelijk was hij assistent maar hij werd in 1942 benoemd tot adjunct-commies en na het behalen van de Akte van Bekwaamheid in de gemeenteadministratie tot commies ter secretarie. In 1947 kreeg Van der Wel een baan bij de Vereniging van Nederlandse Gemeenten waarin hij onder andere werkte als hoofdcommies-redacteur en redactiesecretaris.
Toen Van der Wel in 1949 een aanstelling kreeg als referendaris bij de provinciale griffie van Noord-Holland te Haarlem, kreeg hij meer nevenwerkzaamheden. Zo werd hij secretaris van de Raad van Toezicht van de Noord-Hollandse provinciale bedrijven, secretaris van de N.V. Provinciale en Gemeentelijke Electriciteits Maatschappij, lid van het ambtenarengerecht Haarlem, secretaris van de Commissie Territoriale Decentralisatie (Commissie Bloemers), lid van de dagelijkse redactie van het tijdschrift "Bestuurwetenschappen" en bestuurslid van de Vereniging van Vrijzinnige Hervormden.
In 1962 werd Van der Wel met 23 van de 43 stemmen gekozen tot Griffier der Staten van Zeeland. In deze functie stond hij bekend als een bescheiden en gematigd man met een academische en objectieve houding tegenover het provinciaal bestuur. Van der Wel was griffier tot zijn pensioen in 1980 en heeft in de periode 1962-1980 veel ontwikkelingen binnen de provincie meegemaakt, zoals nieuwe aandacht voor industrialisatie in Zeeland. Bij zijn afscheid noemde toenmalig commissaris der koningin, Kees Boertien, Van der Wel bescheiden, gematigd, redelijk, deskundig en dienstvaardig.

## Na zijn pensionering
Na de beëindiging van zijn ambtelijke carrière bleef Van der Wel actief in maatschappelijke organisaties. Zo bleef hij lid van het ambtenarengerecht en werd hij per Koninklijk Besluit benoemd tot lid van de Archiefraad. In 1986 legde hij deze activiteiten neer.
Van der Wel was sinds 1972 voorzitter van het Koninklijk Zeeuws Genootschap der Wetenschappen. Toen enkele leden in 1981 hun ontevredenheid uitten over het bestuur van het genootschap en de leiding van de vergaderingen door de voorzitter, was het bestuur verdeeld. De secretaris van het bestuur deelde de kritiek met de leden en de overige bestuursleden namen geen verantwoordelijkheid. Hierdoor kreeg voorzitter Van der Wel alle kritiek te verduren. Dit heeft hem doen besluiten af te treden als voorzitter.

## Ziekte
Van der Wel leed onder de ziekte van Parkinson. Vanaf 1985 werd deze ziekte ernstiger. In 1986 legde Van der Wel al zijn werkzaamheden neer. Na enkele heupbreuken werd hij in 1988 opgenomen in het verpleeghuis Ter Valcke te Goes. In 1993 werd hij overgeplaatst naar het Roggeveenhuis te Middelburg. In 1998 overleed Dirk van der Wel te Middelburg.

## Onderscheidingen
Dirk van der Wel kreeg in 1973 een koninklijke onderscheiding. Hij werd Ridder in de Orde van de Nederlandse Leeuw. In 1982 werd hij, voor zijn bestuurskwaliteiten en waarschijnlijk ook als goedmakertje voor de gebeurtenissen in 1981, benoemd tot erelid van het Koninklijk Zeeuws Genootschap der Wetenschappen.

## Trivia
Van der Wel zou waarschijnlijk lid van de Raad van State zijn geworden na zijn pensioen als hij niet had geleden onder de ziekte van Parkinson.